# Thomas Mallory

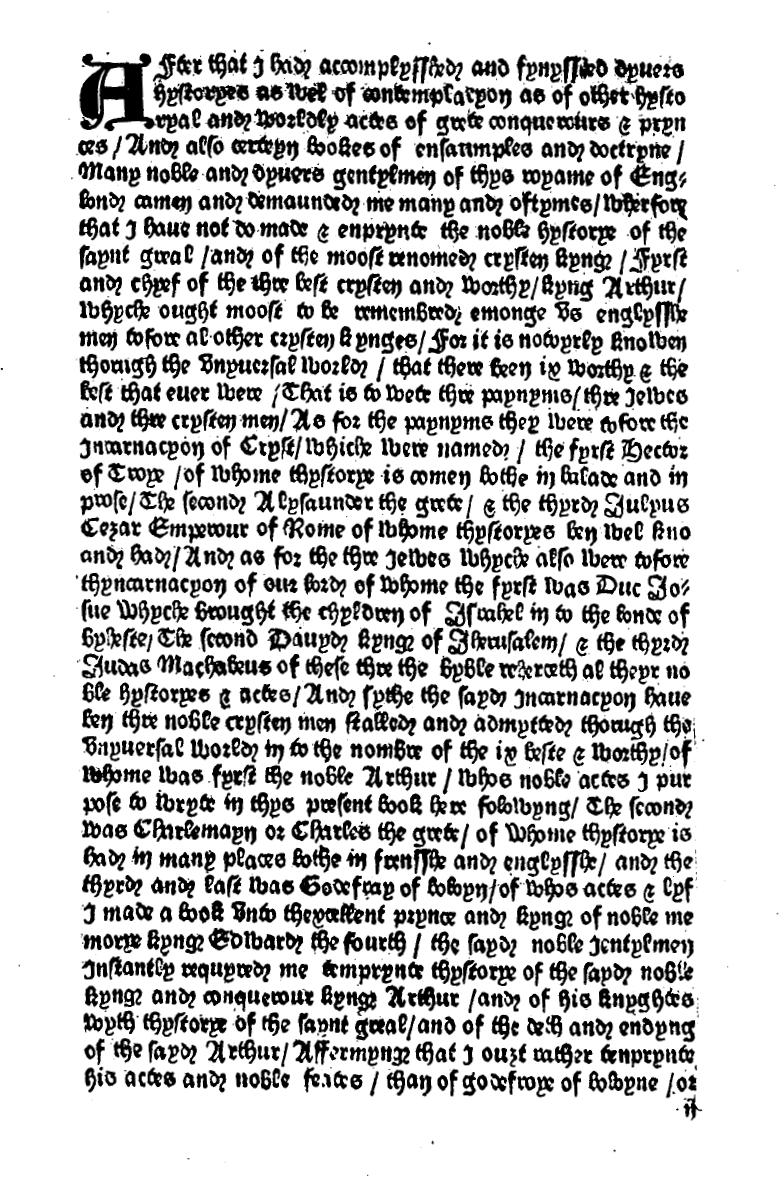
Prima pagină din manuscrisul operei Le Morte Darthur, extras din colecția William Caxton

Sir Thomas Mallory (n. 1405, Warwickshire, Anglia, Regatul Unit – d. 14 martie 1471, City of London, Anglia, Regatul Unit) a fost un scriitor englez, autorul operei Moartea regelui Arthur (titlul original: Le Morte Darthur), abilă prelucrare și modernizare a legendelor despre regele Arthur și cavalerii Mesei Rotunde.
Moartea regelui Arthur este considerat primul roman în proză din literatura engleză și a servit drept model de inspirație pentru poeții: Edmund Spenser, Alfred Tennyson și Algernon Swinburne.
Deși majoritatea îl consideră englez, unii (cum ar fi anticarul John Leland) au fost de părere că era din Țara Galilor. Datele biografice despre autor au fost preluate din Manuscriptul Winchester, din care rezultă că provenea dintr-o familie bogată și că a fost educat în franceză.
În 1442 a fost înnobilat, iar în 1445 a intrat în Parlamentul britanic.
A trăit într-o perioadă tulbure (Războiul celor Două Roze) și se pare că a dus o existență infracțională, fiind acuzat de: crimă, furt, braconaj, viol.
În jurul anului 1450 a fost întemnițat, timp în care a scris celebra legendă arthuriană.